# Eimeria zuernii
L'Eimeria zuernii è una specie del parassita Eimeria che causa una malattia diarroica nota come eimeriosi nei bovini (Bos taurus) e colpisce principalmente gli animali più giovani. La malattia è comunemente nota anche come coccidiosi. Il parassita è presente nei bovini di tutto il mondo.

## Descrizione
L'Eimeria zuernii è un parassita molto specifico per l'ospite, che infetta solo i bovini. Questi ultimi vengono infettati ingerendo cibo, acqua o superfici contaminate da oocisti infettive (sporulate via fecale-orale). Dopo la schiusa delle oocisti nell'intestino dell'animale, vengono rilasciati 8 zoiti che subiscono due cicli asessuali (schizogonia). L'intero ciclo avviene all'interno delle cellule della lamina propria e produce molti piccoli schizonti. La seconda generazione di schizonti colpisce le cellule epiteliali del cieco e del colon. La seconda generazione di schizonti subisce un ciclo sessuale (gametogonia), che è anche il momento in cui si possono osservare i segni clinici della malattia. Il rilascio di nuove oocisti distrugge le cellule della mucosa, causando la perdita di siero e sangue. Ciò può manifestarsi con diarrea sanguinolenta. Il tempo che intercorre tra l'ingestione del parassita e i primi segni della malattia (periodo prepatente) è di 12-14 giorni. Le oocisti possono essere osservate al microscopio come una parete incolore a strato singolo senza micropori, di dimensioni 15-22 μm x 13-18 μm e di forma sub-sferica, sub-ovoidale o ellittica.

## Diagnosi
Lo stato infettivo di un animale viene valutato esaminando le oocisti con diversi metodi di flottazione, solitamente contando le oocisti al microscopio ottico e identificando la specie di Eimeria in base alla morfologia. Quando si valuta se l'animale è affetto da eimeriosi, dovuta all'infezione da E. zuernii (eimeriosi) o da altre specie patogene di Eimeria, si prendono in considerazione quattro fattori: l'età dell'animale, la presenza di una specie patogena di Eimeria, l'intensità dell'infezione (oocisti per grammo di feci) e la presenza di sintomi (diarrea, sangue nelle feci).

## Epidemiologia
I fattori ambientali possono influenzare la velocità con cui le nuove oocisti diventano infettive, la gestione delle condizioni di vita e dell'alimentazione degli animali e la facilità con cui questi ultimi vengono infettati. In generale, le specie patogene Eimeria, tra cui l'E. zuernii, possono causare tre tipi di malattie in un allevamento, che spesso si manifestano sotto forma di focolai. Coccidiosi invernale/eimeriosi: gli animali diventano più sensibili alle infezioni a causa del freddo e dell'affollamento, che ne facilitano la diffusione: stabulazione del bestiame alla fine della stagione di pascolo.Coccidiosi estiva/eimeriosi: gli animali sensibili ingeriscono oocisti svernanti nei pascoli durante il periodo dell'uscita al pascolo e aumenta la sporulazione di nuove oocisti a causa dell'aumento delle temperature.

## Immunologia
Dopo l'infezione iniziale con una specie di Eimeria, l'animale è solitamente protetto dall'immunità a quella specie ed è meno soggetto a sviluppare la malattia. Il livello di immunità dipende dalla quantità di oocisti che ha infettato l'animale. Infezioni gravi da Eimeria zuernii nei vitelli possono produrre una maggiore quantità delle proteine della fase acuta aptoglobina e amiloide A sierica e ridurre l'aumento di peso, quando si osservano i sintomi della coccidiosi (periodo di patente).

## Risposta ai fattori ambientali
La maggior parte della vita dei parassiti si svolge nell'ambiente e sia la sopravvivenza del parassita che lo sviluppo in oocisti infettive dipendono da questi fattori. Il tempo che intercorre tra il momento in cui il parassita ha lasciato l'animale nelle feci all'interno di un'oocisti e si è sviluppato in un parassita in grado di infettare nuovi animali è chiamato tempo di sporulazione. L'elevata umidità e temperatura possono accelerare il tempo di sporulazione e facilitare nuove infezioni più rapidamente, il che può portare a regolari epidemie di coccidiosi. Le oocisti non sporulate di Eimeria zuernii possono resistere a temperature di -18 °C per un mese e continuare a sporulare.